# Tragocephala vaneyeni
Tragocephala vaneyeni là một loài bọ cánh cứng trong họ Cerambycidae.